# Partido Republicano Unido (Granada)
El Partido Republicano Unido fue un partido político en Granada. Participó en las elecciones generales de Granada de 1995, pero solo recibió 67 votos y no obtuvo ningún escaño. No participó en elecciones posteriores.